# TASCAM Digital Interface
Das TASCAM Digital Interface (TDIF) ist eine Schnittstelle, die von TASCAM als Dubbing-Interface für das direkte Überspielen zwischen digitalen Bandrecordern entwickelt wurde (basierend auf High-8-Video-Kassetten). Es können acht digitale Kanäle bidirektional übertragen werden. Im Gegensatz zum ADAT-Format wird für Hin- und Rückleitung nur ein 25-poliges D-Sub-Kabel benötigt.
Die Daten werden getrennt vom Takt übertragen. Da die Informationen nicht kanalcodiert sind, können die Kabel maximal wenige Meter Länge aufweisen, und es müssen spezielle Kabel verwendet werden, damit die sichere Übertragung gewährleistet ist. Übertragen werden die Daten seriell mit maximal 24 Bit/48 kHz auf acht Aus- und acht  Eingangskanälen (TDIF 1 Standard). Mit Version 1.1 wurde ein Paritätsbit eingeführt, und seit dem TDIF-2-Standard ist es auch möglich, bei reduzierter Kanalzahl eine höhere Datenrate zu nutzen (96 kHz/4 Kanäle, 192 kHz/2 Kanäle).
Die Synchronisation erfolgt entweder intern per L/R Clock, oder extern per WordClock, da diese Taktinformationen (im Gegensatz zu den meisten Digitalformaten) hier nicht im Kabel mitgeführt wird. Die L/R Clock legt fest, ob ein Signal für den linken oder den rechten Kanal bestimmt ist. Dieses Signal hat dieselbe Frequenz wie Abtastrate (hier z. B. 48 kHz).
Ein gravierender Nachteil der TDIF-Schnittstelle ist die gewählte Art der elektrischen Anpassung. Während praktisch alle anderen digitalen Audio-Schnittstellen wie AES/EBU (AES-3 und EBU Tech. 3250-E), S/PDIF und MADI Leistungsanpassung mit gleichen Impedanzen auf Seite der Quelle und Senke verwenden (75 Ohm oder 110 Ohm), arbeitet TDIF mit Spannungsanpassung. Die Quelle hat bei TDIF etwa 50 Ohm, die Senke 140 Ohm Impedanz, was vor allem bei längeren Leitungen (> 5 m) zu Reflexionen und Störungen der Signalübertragung führt.

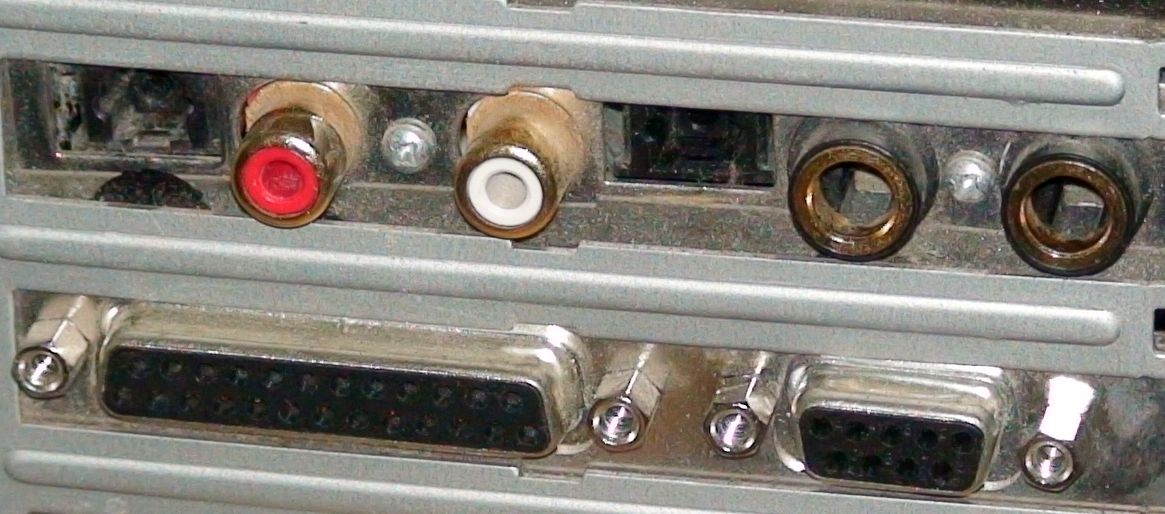
Computer Audio Interface mit Tascam TDIF I/O,unten

Das TDIF-Format konnte sich im Audiobereich bis heute kaum gegen das ADAT-Format der amerikanischen Firma Alesis durchsetzen, neben TASCAM finden sich wenige Anbieter von Geräten mit dieser Schnittstelle; Beispiele: Soundscape, Otari, Apogee, RME, Motu, Yamaha, Sony, Digidesign.
Da auch digitale Bandrecorder heutzutage kaum noch genutzt werden, hat sich der Einsatz der TDIF-Schnittstelle auf digitale Mischpulte, Soundkarten und Audiowandler verlagert.